# Bahnhof Oberstaufen
Der Bahnhof Oberstaufen ist der Bahnhof der Marktgemeinde Oberstaufen und liegt an der Bahnstrecke Buchloe–Lindau.

## Geschichte
Bahnhof und Strecke entstanden im Zuge der Ludwig-Süd-Nord-Bahn. Der Bahnhof wurde am 1. September 1853 eröffnet, als die von Immenstadt vorangetriebene Strecke fertiggestellt war. Die letzten 52 Kilometer der Strecke von Oberstaufen nach Lindau wurden dann am 12. Oktober 1853 in Betrieb genommen.
Im Rahmen von Sparmaßnahmen baute die Deutsche Bahn den Bahnhof am 6. August 1996 durch Ausbau der Weichen vorübergehend zum Haltepunkt mit Doppelblockstelle zurück. 
2016 wurden der Bahnhof, der Tunnel und 9,5 km Strecke im Umfeld für 25 Mio. € saniert. Dabei wurde Oberstaufen durch den Einbau der vier Weichen wieder zum Bahnhof aufgewertet.

## Infrastruktur
Der Bahnhof liegt an Streckenkilometer 101,3 auf einer Höhe von 784 Metern und hat einen Inselbahnsteig, der die beiden Bahnsteiggleise bedient. Der südlich des Bahnhofs liegende Zugfolgeabschnitt reicht bis Immenstadt und ist mit 16 km extrem lang. Andererseits kann er im Gleiswechselbetrieb befahren werden. Vier Weichen im Bahnhof Oberstaufen ermöglichen diesen Gleiswechsel. Unmittelbar südlich des Bahnhofs schließt der Oberstaufener Tunnel an.
Das Empfangsgebäude des Bahnhofs ist ein zweigeschossiger Bau mit asymmetrischem Satteldach, an das nördlich ein eingeschossiger Anbau mit Satteldach anschließt. Südlich des Empfangsgebäudes befand sich der nicht mehr genutzte Güterschuppen, der ebenfalls ein Satteldach aufwies. Er wurde im Oktober 2017 abgerissen. Zwischen Empfangsgebäude und ehemaligen Güterschuppen ist ein überdachter Durchgang vorhanden. Auf der Gleisseite des Empfangsgebäudes erstreckt sich auf der gesamten Länge ein Bahnsteigvordach, das bis zum Güterschuppen reicht.
Die Weichen und Signale des Bahnhofs wurden durch ein elektromechanisches Stellwerk der Bauart E 43 mit Lampenüberwachung gestellt, das die Bezeichnung Of erhielt. Nach dem Rückbau des Bahnhofs blieb das Stellwerk ab 1996 weiterhin zur Bedienung der Doppelblockstelle in Betrieb. Zum 28. September 2003 wurde das Stellwerk außer Betrieb genommen und die Blockstelle fortan durch das elektronische Stellwerk (ESTW) in Immenstadt gestellt. Seit 2016 werden die vier neuen Bahnhofsweichen ebenfalls durch das ESTW Immenstadt gestellt.

## Verkehr

### Zugverkehr
Folgende Regionalverkehrslinien bedienen den Oberstaufener Bahnhof:
| Linie                    | Verlauf | Taktfrequenz           |
| ------------------------ | --- | ---------------------- |
| RE 7                     | (Nürnberg –) Augsburg – Buchloe – Kaufbeuren – Kempten (Allgäu) – Immenstadt – Oberstaufen – Hergatz – Lindau-Reutin | Zweistundentakt        |
| RE 70                    | München – Kaufering – Buchloe – Kaufbeuren – Kempten (Allgäu) – Immenstadt – Oberstaufen – Hergatz – Lindau-Reutin   | Zweistundentakt        |
| RE 75                    | Lindau-Insel – Hergatz – Oberstaufen – Immenstadt – Kempten (Allgäu) – Memmingen – Ulm                               | einzelner Zug nach Ulm |
| RE RB 94                 | Kempten (Allgäu) – Immenstadt – Oberstaufen – Hergatz (– Lindau-Insel)                                               | einzelne Züge          |
| Stand: 12. Dezember 2021 | |                        |

### Busverkehr
Der Bahnhof Oberstaufen bildet einen Knotenpunkt mit dem örtlichen öffentlichen Busverkehr und wird dabei von folgenden Buslinien bedient:
| Linie | Verlauf                                    | Takt             |
| ----- | ------------------------------------------ | ---------------- |
| 18    | Oberstaufen, Bf – Lindenberg – Lindau, Bf  | einzelne Fahrten |
| 29    | Oberstaufen, Bf – Lingenau, Kirche         | zweistündlich    |
| 39    | Oberstaufen, Bf – Immenstadt, Bf           | stündlich        |
| 733   | Oberstaufen, Bf – Isny, Kurhaus            | vierstündlich    |
| 9795  | Oberstaufen, Bf – Hochgratbahn, Talstation | stündlich        |
| 9796  | Oberstaufen, Bf – Stiefenhofen, Kirche     | einzelne Fahrten |